# Sangil
Els sangils són un poble musulmà de les Filipines que viu al sud de Mindanao, a Davao del Sud i Cotabao del Sud. Són originaris de Sulawesi (Celebes) des d'on van emigrar el segle xviii, probablement a la segona meitat. També viuen a les illes de Balut Sarangani. Antigament es van dedicar a la pirateria contra els espanyols i els seus atacs van afectar fins i tot a les Visayas i Luzon.
Ja eren musulmans quan van arribar a Mindanao. Probablement foren empesos per la pressió dels holandesos. Van conservar l'islam pels seus contactes amb els maguindanaos i la gent de Sulu que eren musulmans des del segle xiv o XV.
La seva llengua té certa semblança amb la llengua dels sama. Viuen de la pesca i l'agricultura. Alguns són constructors de vaixells.